# Sahib Abbas
Sahib Abbas (en árabe: صاحب عباس حسين‎; Karbala, Irak; 3 de noviembre de 1969) es un exfutbolista y entrenador de fútbol de Irak que jugaba en la posición de delantero. Actualmente es el goleador histórico de la Liga Premier de Irak con 177 goles y uno de los mejores delanteros de Irak de su generación.

## Carrera

### Club
| Periodo   | Club                |
| --------- | ------------------- |
| 1988–1990 | Al-Jamahir SC       |
| 1990–1991 | Karbalaa SC         |
| 1991–1993 | Salahaddin FC       |
| 1993–1998 | Al-Zawraa           |
| 1998–1999 | Nejmeh SC           |
| 1999–2000 | Salam Zgharta FC    |
| 2001      | Al-Hussein Irbid    |
| 2001–2002 | Al-Talaba SC        |
| 2002–2003 | Al-Hussein Irbid    |
| 2003      | Al-Ahli Manama      |
| 2003–2004 | Al-Shabab Manama    |
| 2004–2009 | Karbalaa SC         |
| 2006–2007 | → Afrin SC (cedido) |
| 2009–2010 | Al-Sinaa SC         |
| 2011–2012 | Karbalaa SC         |

### Selección nacional
Jugó para Irak en ocho ocasiones de 1996 a 2001 y anotó dos goles, ambos ante Pakistán en la victoria por 6-1 en Bagdad por la clasificación de AFC para la Copa Mundial de Fútbol de 1998. Participó en la Copa Asiática 1996.

## Logros

### Club
Al-Zawra
- Iraqi Premier League: 1993–94, 1994–95, 1995–96
- Iraq FA Cup: 1993–94, 1994–95, 1995–96, 1997–98

Al-Talaba
- Iraqi Premier League: 2001–02
- Iraq FA Cup: 2001–02

Al-Ahli Manama
- Bahraini King's Cup: 2003

Al-Shabab Manama
- copa del Rey de Baréin: 2004

### Individual
- Goleador de la Liga Premier de Líbano: 1999–2000
- Goleador de la Liga Premier de Irak: 2005–06

### Récords
- Goleador histórico de la Liga Premier de Irak: 177 goles[5]